# Synagoge (Trzciel)

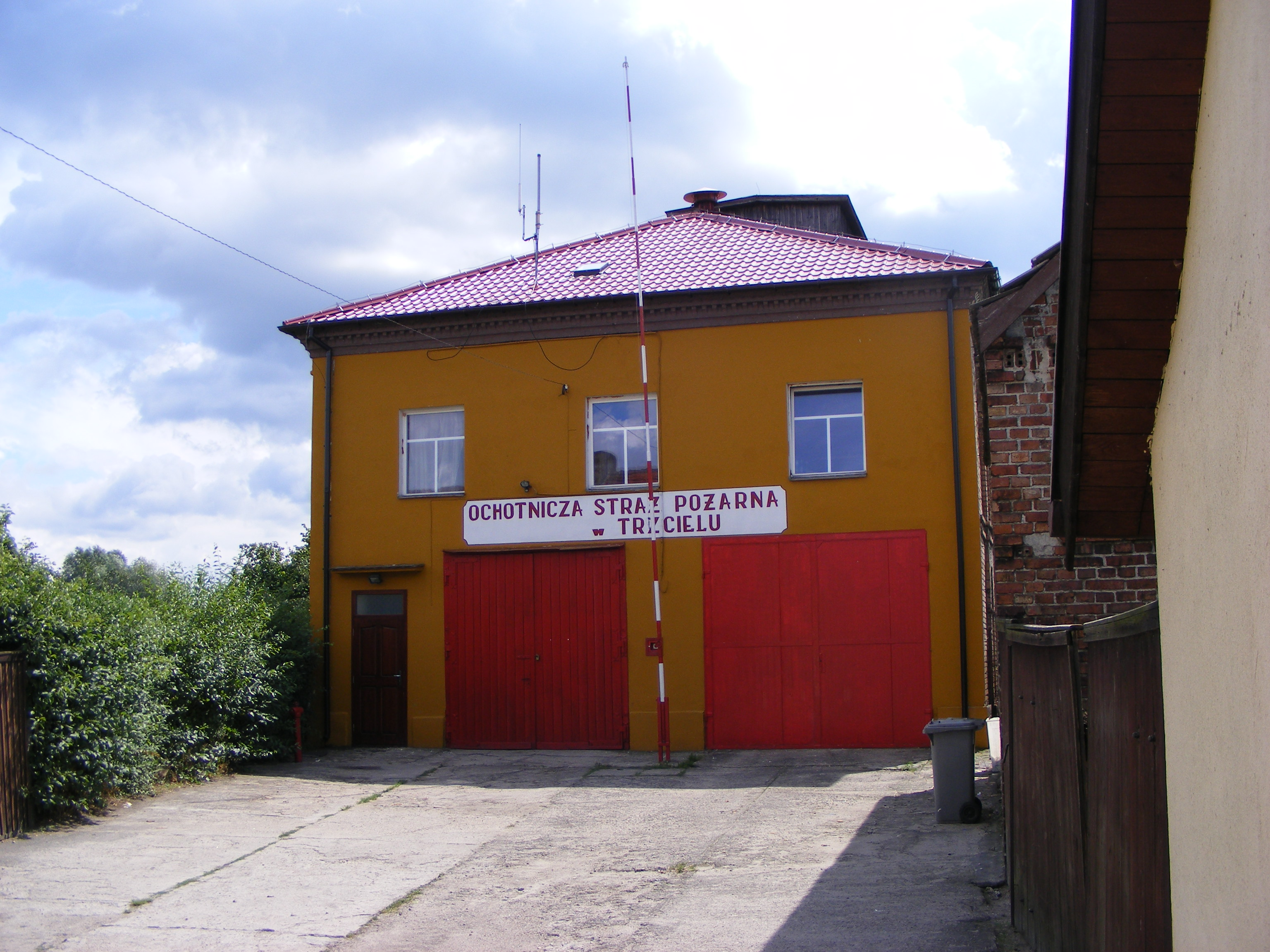
Ehemalige Synagoge in Trzciel

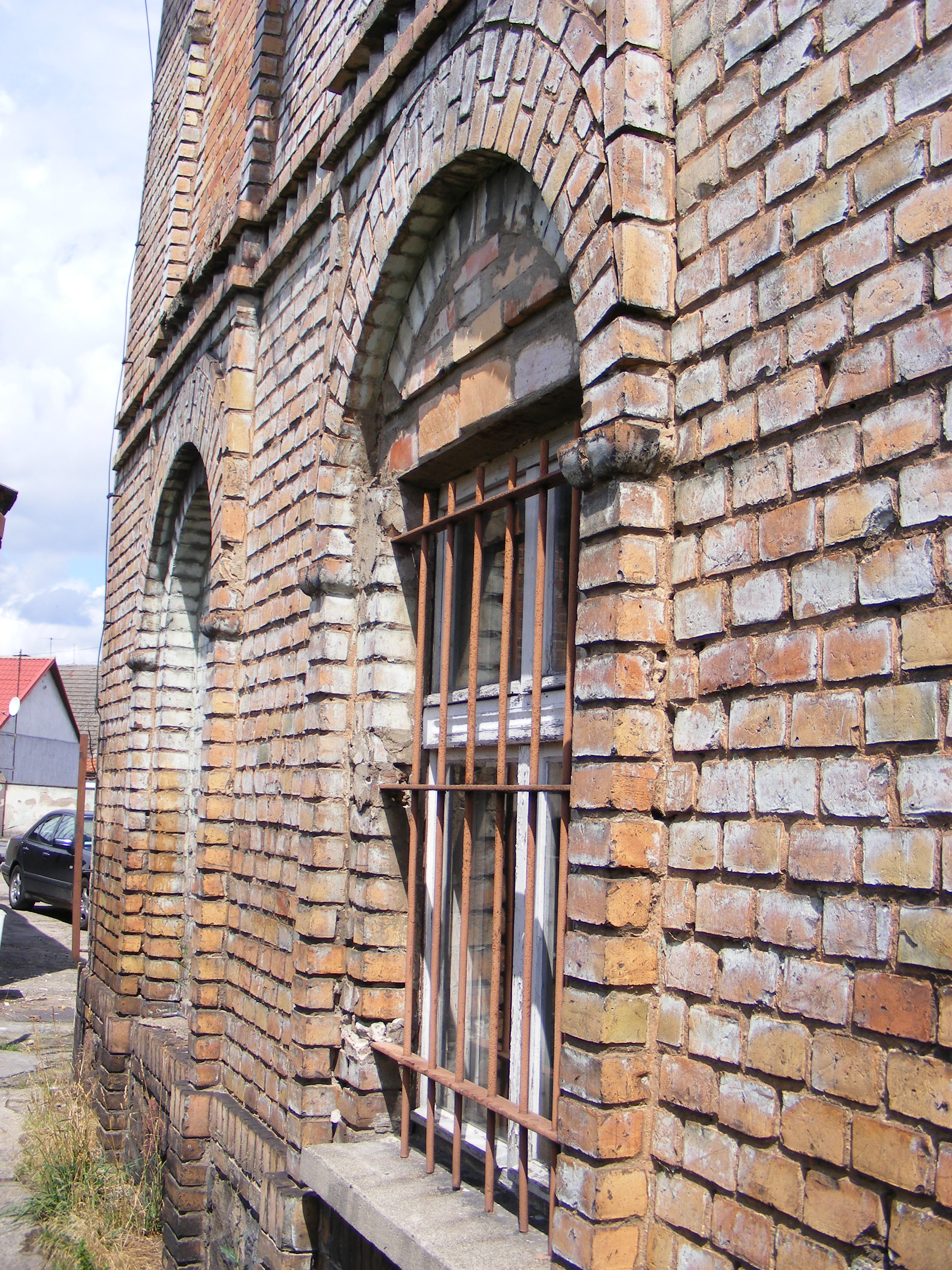
Seitenansicht mit Originalmauerwerk

Der Synagoge in Trzciel (deutsch Tirschtiegel), einer polnischen Gemeinde im Powiat Międzyrzecki (Kreis Meseritz) der Woiwodschaft Lebus, wurde in den 1870er Jahren an der Stelle eines hölzernen Vorgängerbaus errichtet.
Beim Novemberpogrom 1938 wurde die Synagoge von den Nationalsozialisten verwüstet. Das profanierte Synagogengebäude dient seit Ende des Zweiten Weltkrieges als Feuerwehrhaus.